# Enrique González (Fußballspieler, I)
Enrique González war ein chilenischer Fußballspieler. Der Mittelfeldspieler absolvierte zwei Länderspiele für La Roja.

## Karriere

### Verein
Enrique González spielte mindestens 1916 für die Santiago Wanderers aus Valparaíso. Mehr ist über seine Vereinskarriere nicht bekannt.

### Nationalmannschaft
Enrique González wurde für den Campeonato Sudamericano 1916 für die Auswahl Chiles nominiert, absolvierte aber kein Spiel beim Turnier in Argentinien. Kurz nach dem Turnier debütierte er bei der 0:1-Niederlage im Freundschaftsspiel gegen Argentinien und spielte wenige Tage später bei der 1:4-Niederlage gegen Uruguay.